# 馮飛
馮 飛（ふう ひ、フォン・フェイ、Feng Fei　1983年2月18日 - ）は中華人民共和国の元野球選手。ポジションは外野手・内野手。右投右打。CBL四川ドラゴンズに所属していた。

## 人物・概要
意外性のあるパンチ力が売りで代表ではクリーンアップを打つことが多い。元々は内野手で、現在代表では主に外野手として起用されてはいるが、四川ではチーム事情からか遊撃手として起用されることが多かった。外野守備は平均よりやや劣る程度であるが、肩は一定以上のものを持っている。2006年と2009年にワールドベースボールクラシック中国代表に選出された。
2009 ワールド・ベースボール・クラシックでは4番を打った。台湾戦では先制の犠牲フライを放ち、チームのWBC初勝利に貢献した。

## 代表試合
- 第1回アジアシリーズ (2005年)
- 第1回WBC、第2回アジアシリーズ、第15回 ドーハ・アジア大会 (2006年)
- 第3回アジアシリーズ (2007年)
- 第2回WBC (2009年)